# De Forviste fra Poker Flat
De Forviste fra Poker Flat er en amerikansk stumfilm fra 1919 af John Ford.

## Medvirkende
- Harry Carey som Harry Lanyon / John Oakhurst
- Cullen Landis som Billy Lanyon / Tommy Oakhurst
- Gloria Hope som Ruth Watson / Sophy
- Joe Harris som Ned Stratton
- Frank Capra